# Демократические инициативы
Фонд «Демократические инициативы имени Илька Кучерива» (укр. Фонд «Демократичні ініціативи імені Ілька Кучеріва») — украинский негосударственный аналитический центр. Расположен в Киеве. Научный руководитель фонда — Алексей Гарань.

## История

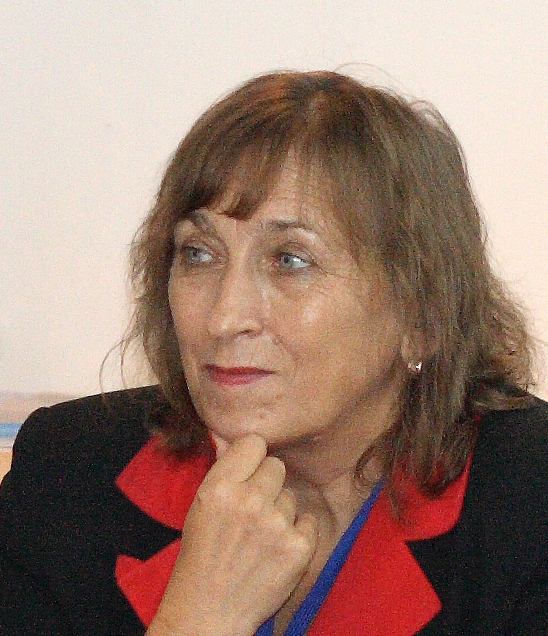
Директор фонда с 2010 по 2020 год Ирина Бекешкина

Фонд «Демократические инициативы» основан в 1992 году в качестве общественной организации, поддерживающей вступление Украины в военно-политический блок НАТО. Основателем фонда стал Илько Кучеров. В 2000 году фонд начал существовать как аналитическо-исследовательский, инициировавший проведения конференций «Аналитически-исследовательские центры и правительство» и «Диалог и сотрудничество» для экспертов из «мозговых центров» и правительства. После смерти Кучерива в 2010 году фонду было присвоено его имя.
Начиная с 1998 года фонд «Демократические инициативы» участвует в проведении экзитполов на Украине. По состоянию на 2007 год организация провела 50 всеукраинских и порядка 40 региональных опросов. Сотрудники участвовали консультировании участников экзитпола на президентских выборах в Грузии 2008 года.
С 2010 года «Демократические инициативы» является членом международной сети аналитических центров PASOS.

## Деятельность
В компетенцию деятельности фонда входит изучение общественного мнения, проведение экзитполов, популяризациях собственных социологических и аналитических исследований. «Демократические инициативы» уделяют значительное внимание вопросам демократизации Украины, а также её европейской и евроатлантической интеграции.
С 1993 года фонд издаёт бюллетень «Политический портрет Украины».

## Финансирование
Согласно годового отчёта фонда за 2020 год «Демократические инициативы» расходовали 10,1 миллиона гривен, при этом 8,9 миллиона гривен было получено от грантодателей. Наибольшие жертвователи — международная организация Pact (2,9 млн грн) и Посольство Великобритании на Украине (1,9 млн грн).

## Влияние
В 2020 году в рейтинге Global Go To Think Tank Index, который составляет Пенсильванский университет, «Демократические инициативы» заняли 52-е место среди аналитических центров Центральной и Восточной Европы.

## Руководители
- Илько Кучеров (1992—2010)
- Ирина Бекешкина (2010—2020)
- Алексей Гарань (с 2020 года)